# Stachy
Stachy (německy Stachau; 6. p ve/na Staších, Stachách; dříve Stachov) jsou obec v okrese Prachatice v Jihočeském kraji. Leží zhruba deset kilometrů severozápadně od Vimperka, 26 kilometrů týmž směrem od Prachatic a šedesát kilometrů severozápadně od Českých Budějovic. Žije zde přibližně 1 100 obyvatel.
Vlastní Stachy leží na úpatí Šumavy: západně od Stach se vypíná Popelná hora (1092 metrů), jihozápadně Churáňovský vrch (1120 metrů) a jižně Na dědku (dříve Hrb) (1074 metrů). Protéká jimi Jáchymovský potok, který se za vesnicí stéká s říčkou Spůlkou, přítokem Volyňky. Stachy jsou vesnickou památkovou rezervací. Vesnickou památkovou zónou byly v roce 1995 vyhlášeny zhruba tři kilometry severozápadně vzdálené Chalupy.
Na území obce – pět kilometrů jihozápadně od centra – leží na úbočí Churáňovskáho vrchu lyžařský areál Zadov, jedno ze dvou největších středisek zimních sportů v Jihočeském kraji.. Je zde několik lanovek, vleků a sjezdovek a těsně pod Churáňovským vrchem na Churáňově stadion pro běžecké lyžování.

## Historie
První písemná zmínka o obci pochází z roku 1578. Vznikla jako osada Stachov kolem tehdejší sklárny. Stachy byly králováckou rychtou, jednou z osmi na Šumavě. Její obyvatelé byli poddanými přímo krále, kromě sklářství se živili i obchodem a výrobou dřevěného zboží (např. stachovské dřeváky a šindele). Stachy tvořily jednu z hlavních obcí šumavského Podlesí a zejména v 19. století se mnoho jejich obyvatel živilo světáctvím (prací ve světě).
V roce 1905 zahájil činnost "Spořitelní a záložní spolek pro politickou svobodnou obec Král.Hvozd-Stachy a okolí ve Staších".
V roce 1910 byl založen "Hospodářsko-lesní spolek okresu kašperskohorského ve Stachách".

## Obyvatelstvo
| Rok            | 1869  | 1880  | 1890  | 1900  | 1910  | 1921  | 1930  | 1950  | 1961  | 1970  | 1980  | 1991  | 2001  | 2011  | 2021  |
| -------------- | ----- | ----- | ----- | ----- | ----- | ----- | ----- | ----- | ----- | ----- | ----- | ----- | ----- | ----- | ----- |
| Počet obyvatel | 2 872 | 3 043 | 3 356 | 3 397 | 3 590 | 3 210 | 2 771 | 1 746 | 1 573 | 1 462 | 1 355 | 1 236 | 1 216 | 1 251 | 1 171 |
| Počet domů     | 255   | 303   | 299   | 326   | 339   | 357   | 388   | 416   | 359   | 351   | 332   | 443   | 459   | 515   | 543   |

## Obecní správa

### Části obce
- Stachy – základní sídelní jednotky Bláhov, Chalupy (dříve Německé Chalupy[16]), Churáňov, Jirkalov, Krousov, Kůsov, Lesní Chalupy, Michalov (Jáchymov), Říhov, Stachy, Šebestov a Zadov
- Jaroškov
- Úbislav – základní sídelní jednotky Kundratec a Úbislav

Nižší sídelní jednotkou (samotou) jsou Nové Hutě, dříve nazývané také Matějov.
V letech 1850–1929 k obci patřil i Javorník a v letech 1960–1992 také Popelná, Řetenice a Studenec.

### Obecní symboly
Znak a vlajka byly obci uděleny rozhodnutím předsedy Poslanecké sněmovny Parlamentu České republiky dne 21. června 1999.

#### Znak
Ve znaku obce je v zeleném poli zlatý jednoocasý lev ve skoku držící žezlo.

## Doprava
Nejbližší železniční stanice je v zhruba jedenáctém kilometru vzdáleném Vimperku, a to na železniční trati Strakonice–Volary. Přes Stachy vede silnice II/145 (Petrovice u Sušice – Hartmanice – Kašperské Hory – Stachy – Zdíkov – Vimperk – Husinec – Netolice – Češnovice).

## Pamětihodnosti
Zvláštností Stach jsou dva kostely postavené jen sto metrů od sebe.
- Kostel Navštívení Panny Marie – neobvykle velký padesát metrů dlouhý a šestnáct metrů široký farní kostel z let 1842–1849[10]
- Kostel Panny Marie Bolestné – původně farní, nyní hřbitovní pozdně barokní kostel
- Kaple u kostela
- Fara – nyní sídlo obecního úřadu
- Pošumavské hasičské muzeum Stachy

## Chráněné části přírody
V katastrálním území Stachy se nalézá několik dalších maloplošných chráněných území a stromů:
- Přírodní památka Malý Polec
- Přírodní rezervace Pod Popelní horou
- Přírodní rezervace Rašeliniště u Martinala
- Klen u Popelné, jižně od osady Popelná (cca 49°5′55″ s. š., 13°36′2″ v. d.)
- Kusovská lípa, na jihovýchodním okraji osady Kůsov u čp. 246 (49°6′7,2″ s. š., 13°39′59,4″ v. d.)
- Smrk pod Studeneckým lesem, na východním okraji Studeneckého lesa (cca 49°6′57,8″ s. š., 13°37′57,5″ v. d.)
- Šebestovská lípa, u samoty čp. 105 vpravo při silnici do Nicova (49°7′6″ s. š., 13°37′25,6″ v. d.)
- Šebestovský klen, u samoty čp. 111 vpravo od silnice Šebestov - Úbislav (49°7′0,7″ s. š., 13°38′54,5″ v. d.)
- Lípa ve Stachách, památný strom na severní straně náměstí poblíž OÚ (49°6′7,2″ s. š., 13°39′59,4″ v. d.)
- Hřibová rezervace Stachy – lokalita hřibu koloděje chráněná obcí

### Mykologická lokalita
Příznivci mykologie zde nacházejí hříbky v parku, který se nachází uprostřed obce. Počátkem 60. let 20. století pracovníci z místní benzínové pumpy nechali navézt do parčíku na náměstí lesní zeminu. První exempláře hřibů smrkových (Boletus edulis) se zde objevily v roce 1963, později přibyl i hřib koloděj (Boletus lurdis). Výskyt hřibů je každoročně sledován a evidován, podle místních záznamů rekordní sezónou byl rok 1995, kdy na stašském náměstí vyrostlo celkem 379 hřibů.

## Významní rodáci

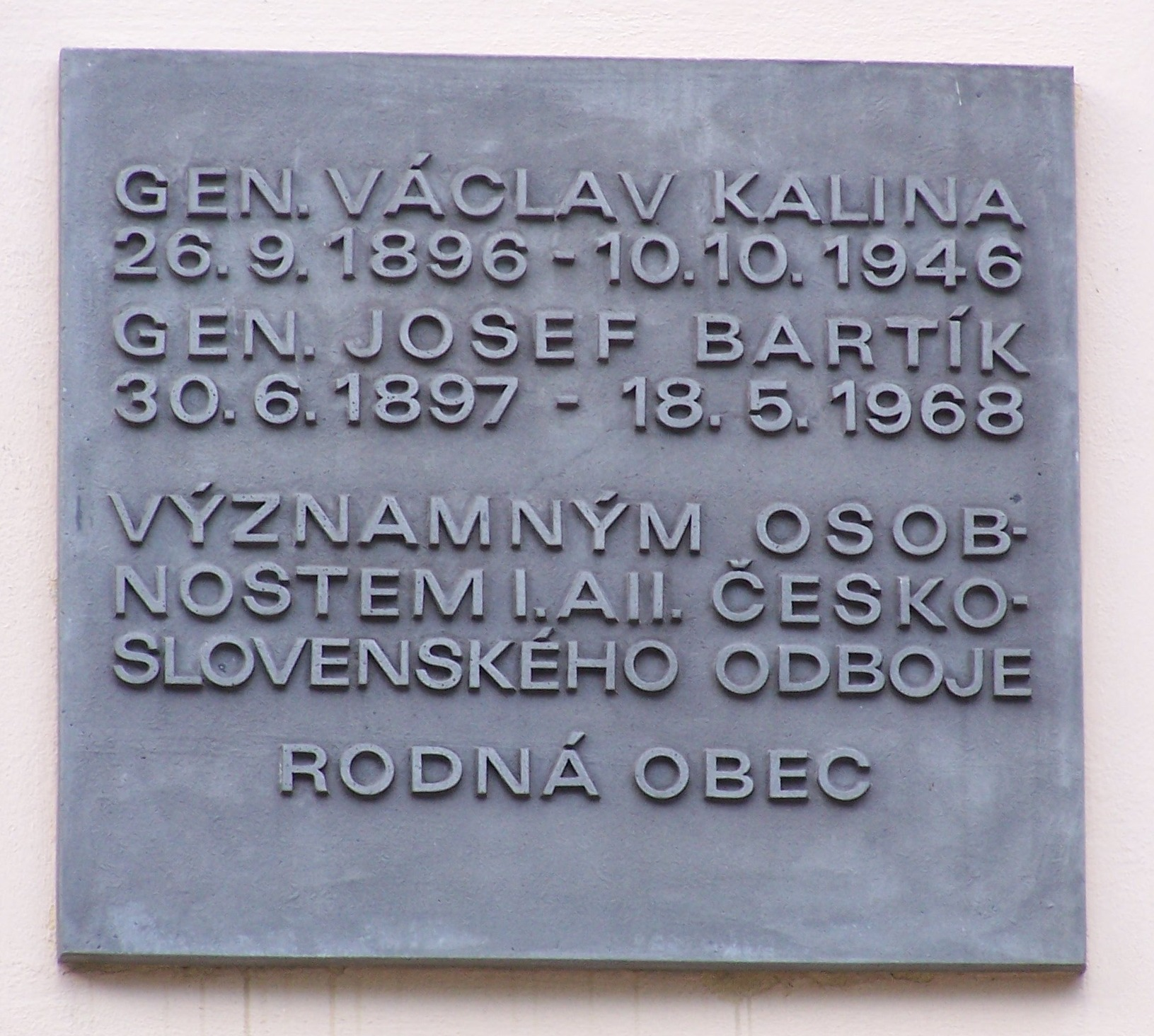
Pamětní deska významným rodákům - odbojářům v obci Stachy

- Josef Bartík, zpravodajský důstojník, příslušník československého protinacistického odboje
- Václav Kalina, důstojník, příslušník československého protinacistického odboje
- František Foltýn, český moderní malíř, dlouhodobě působil ve Francii
- Andreas Hartauer (1839–1915), autor písně Tam v krásné Šumavě (Tief drin im Böhmerwald)
- Rudolf Maros (1917–1982), maďarský hudební skladatel
- František Střeleček (1936–2011), rektor Jihočeské univerzity v Českých Budějovicích

## Odraz v kultuře
V povídce Karla Klostermanna Odysea soudního sluhy je zmíněna cesta soudního sluhy Mastílka na Stachy a do všech okolních osad, které pod stachovskou obec patří. Účelem jeho cesty bylo nalezení Josefa Voldřicha, osob s tímto jménem však v celé obci žilo velké množství.

## Galerie

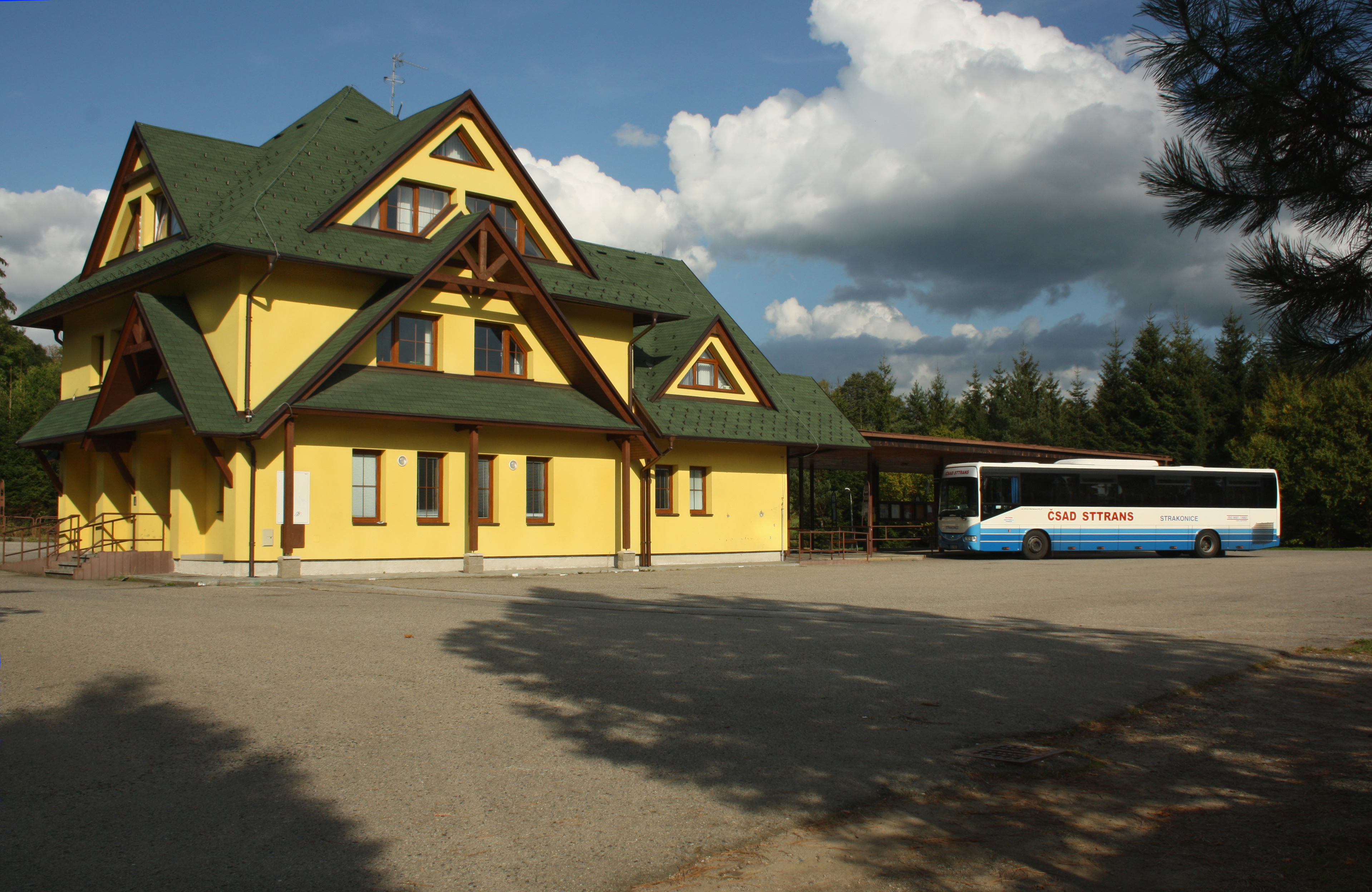
Autobusové nádraží
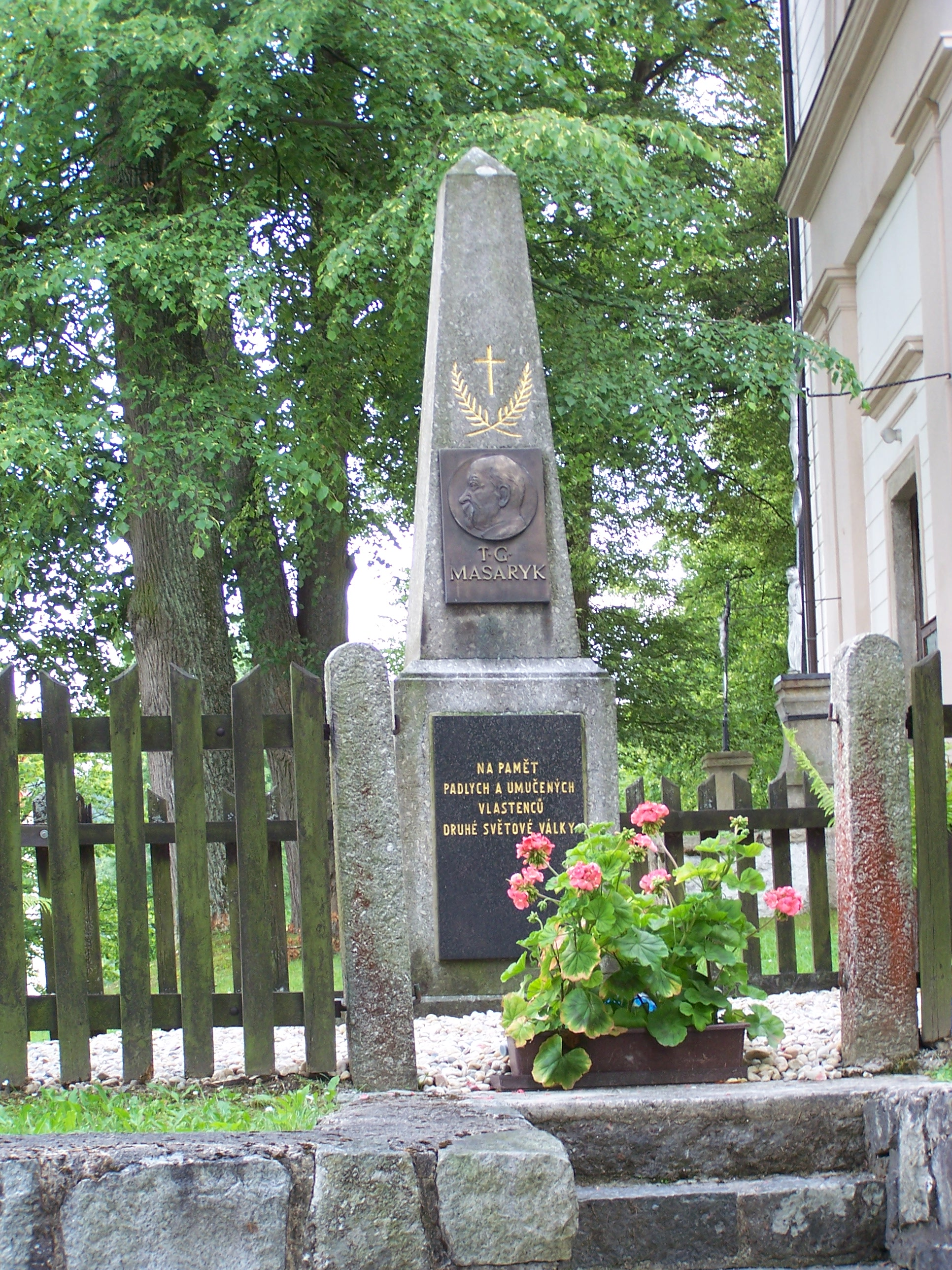
Pomník obětem II. světové války
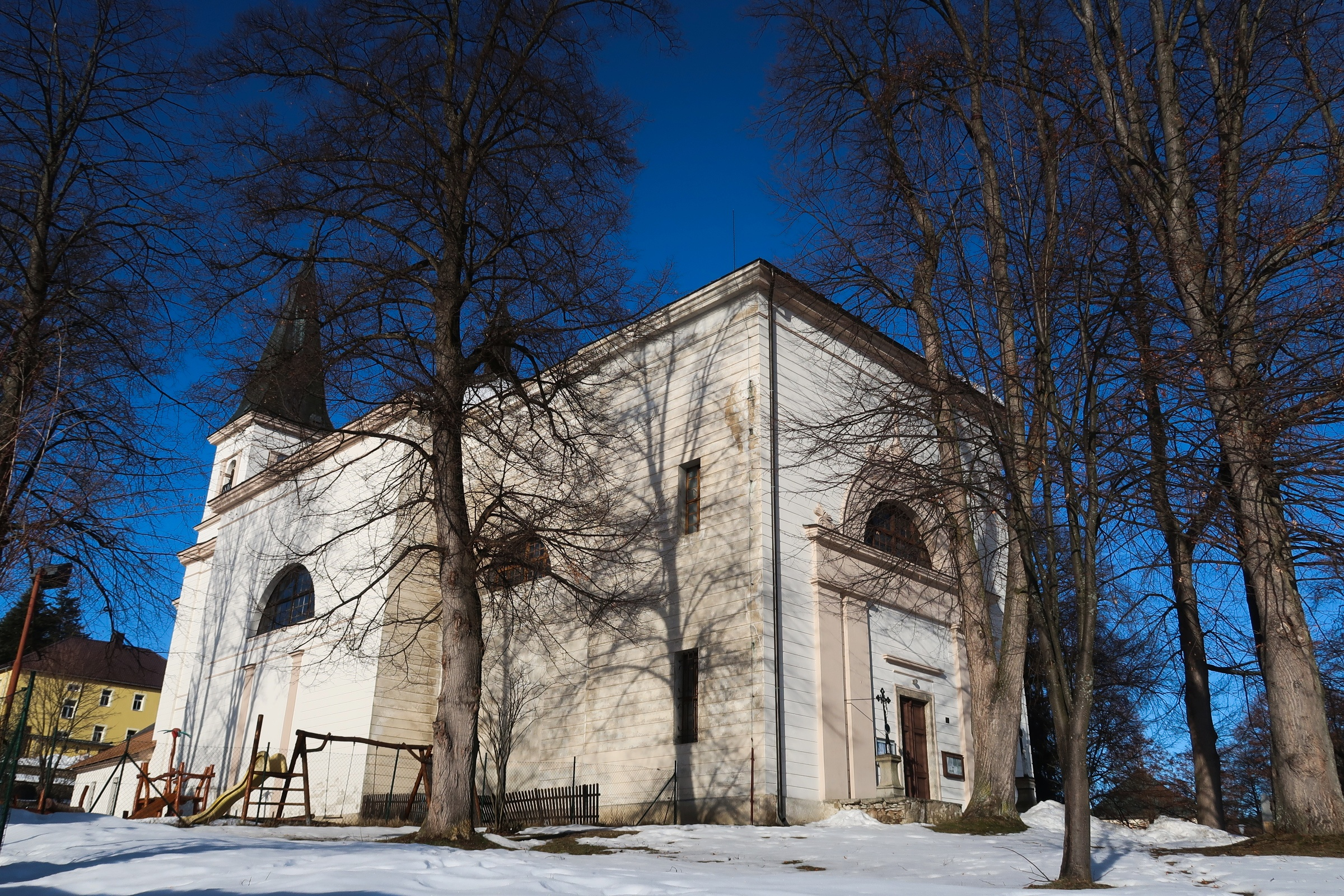
Kostel Navštívení Panny Marie
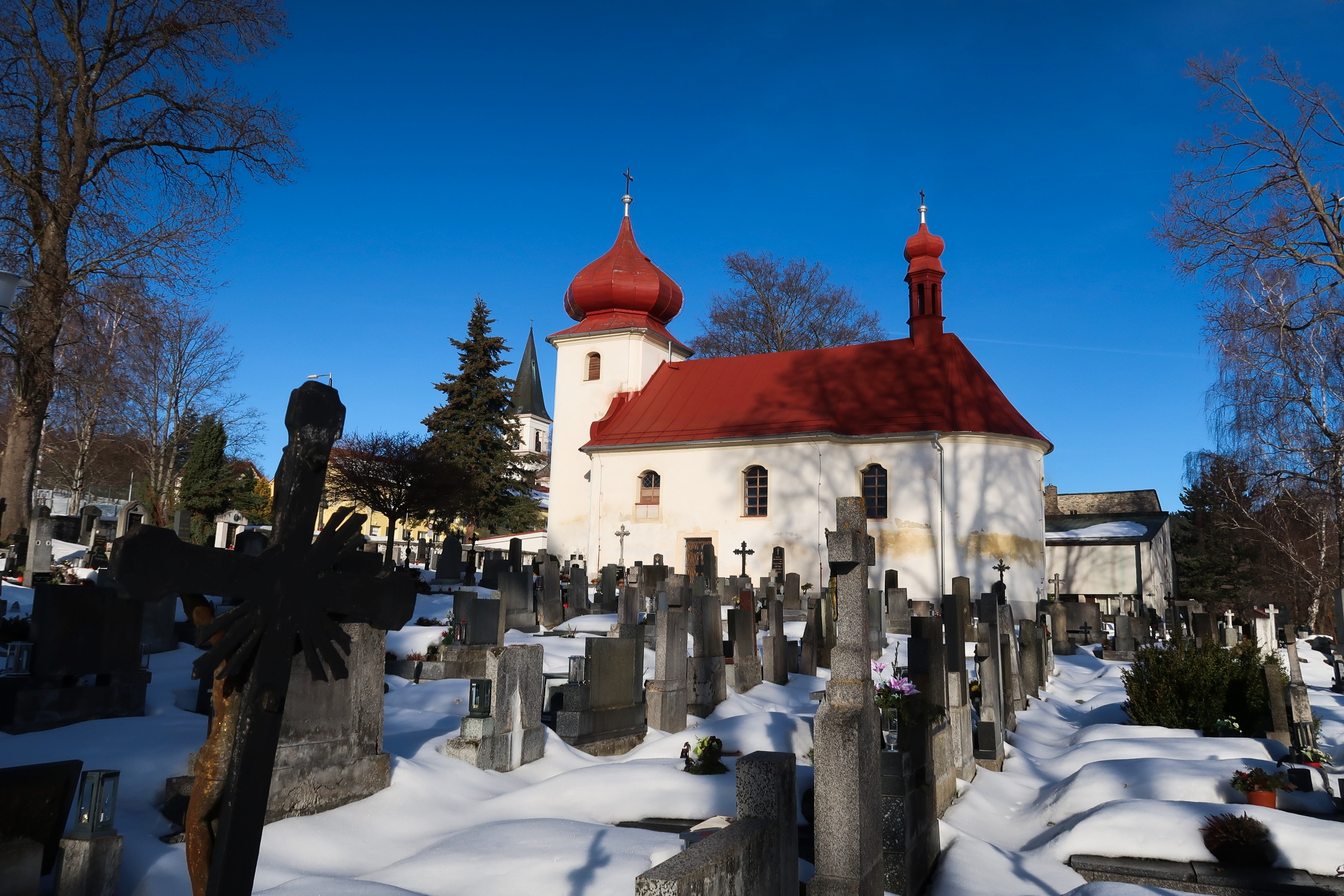
Hřbitovní kostel Panny Marie Bolestné
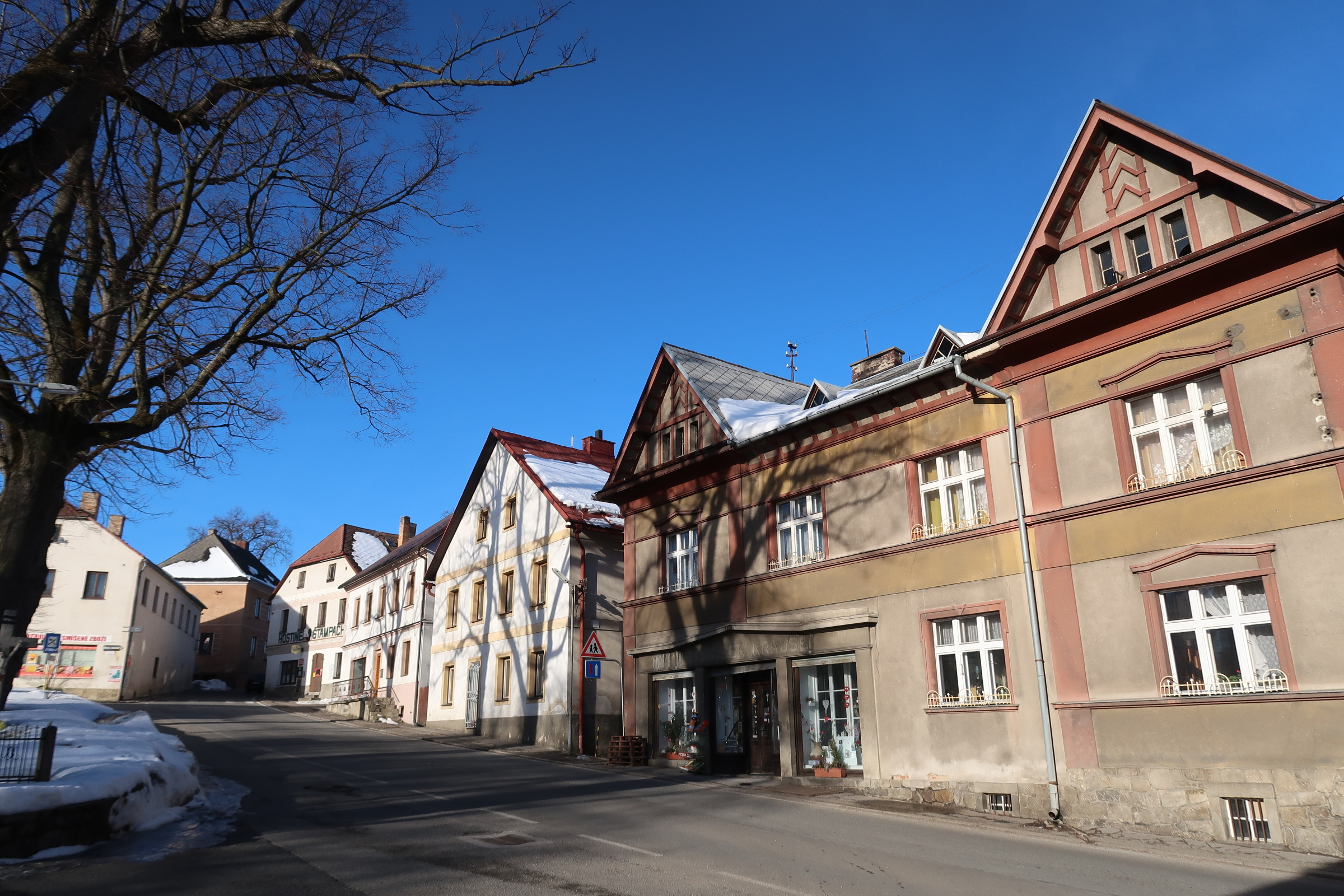
Náměstí
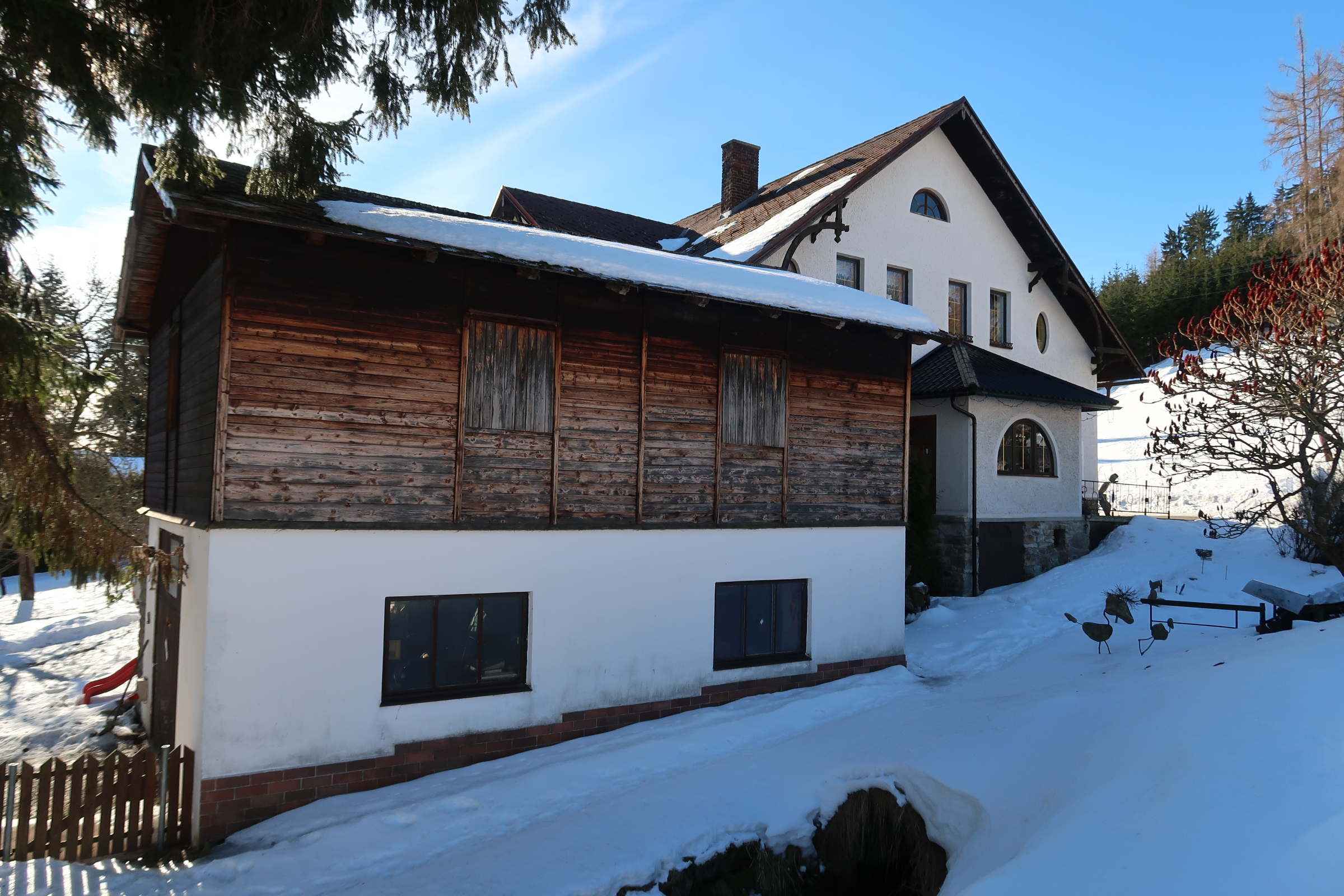
Mlýn v místní části Michalov
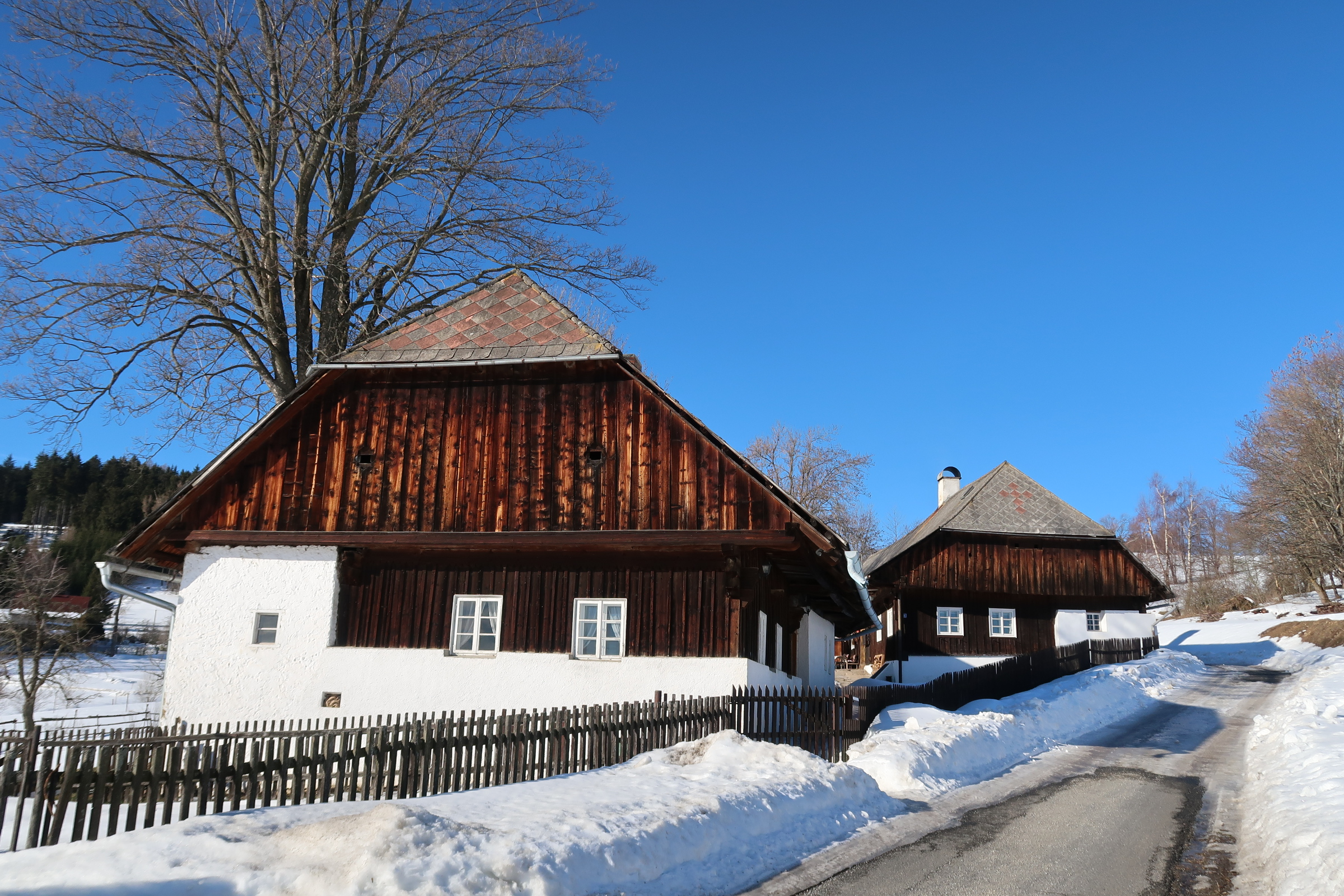
Lidová architektura v místní části Michalov
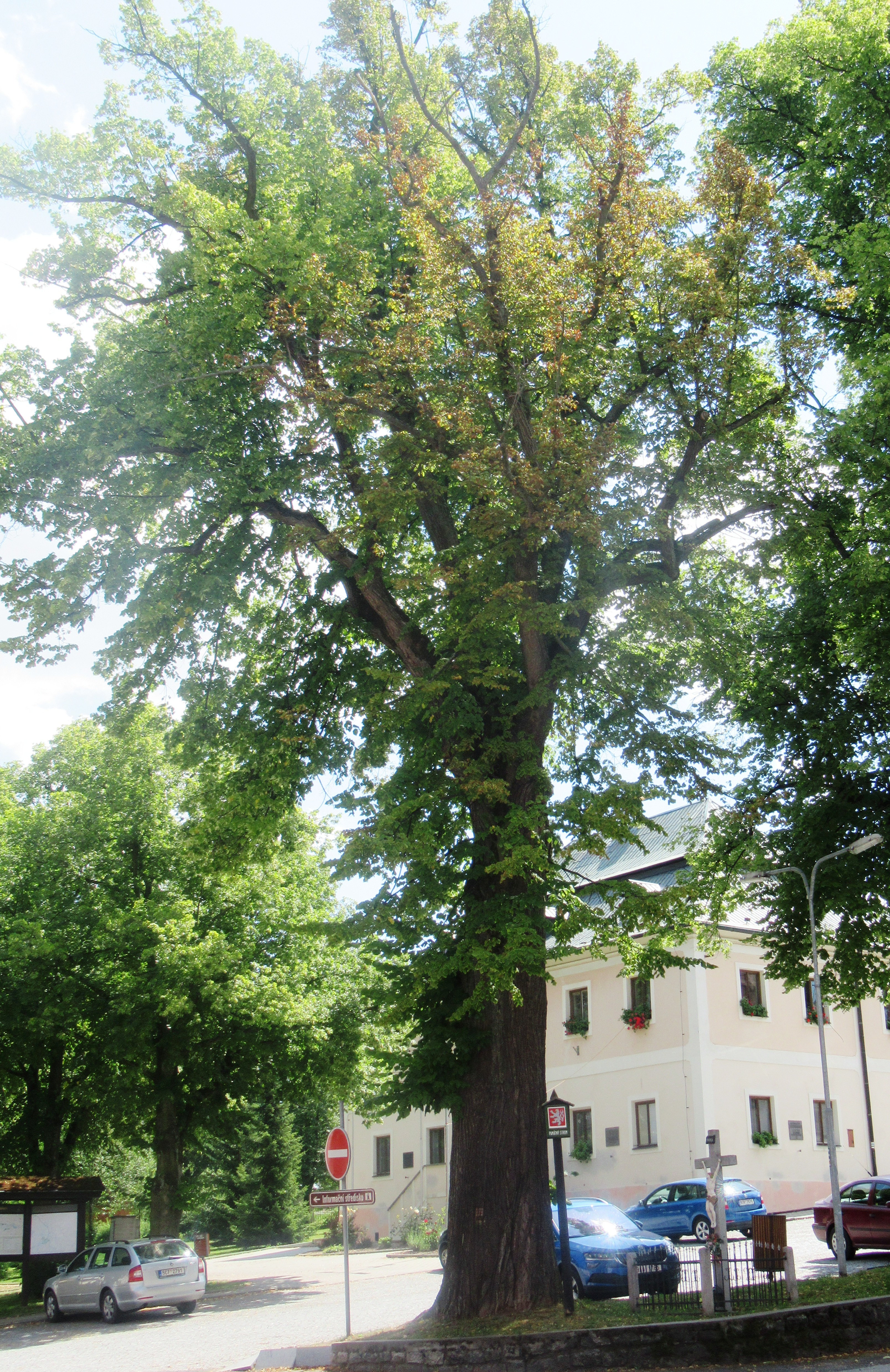
Lípa na náměstí, památný strom
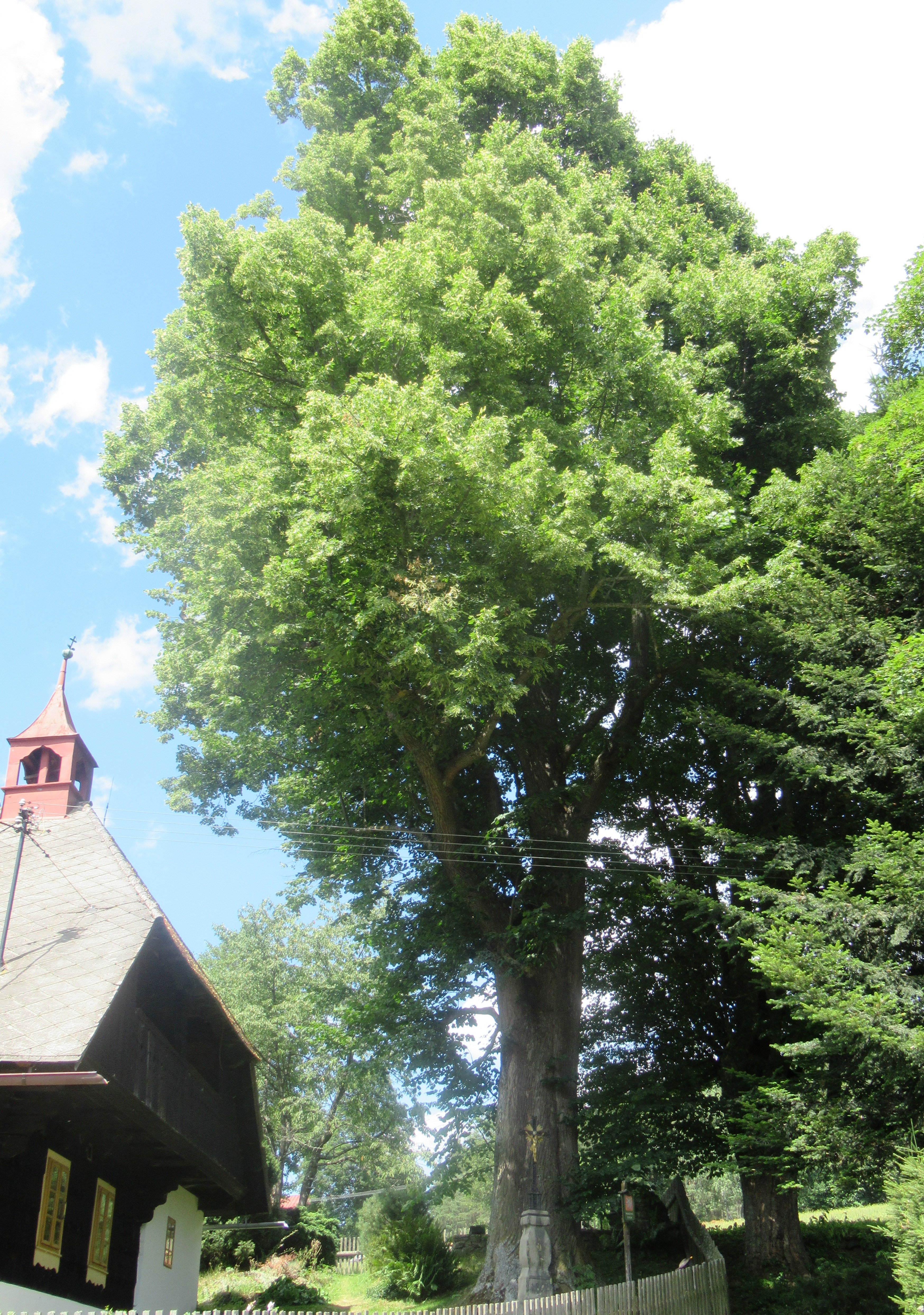
Stachy-Šebestov lípa u čp.105 a Božích muk, památný strom
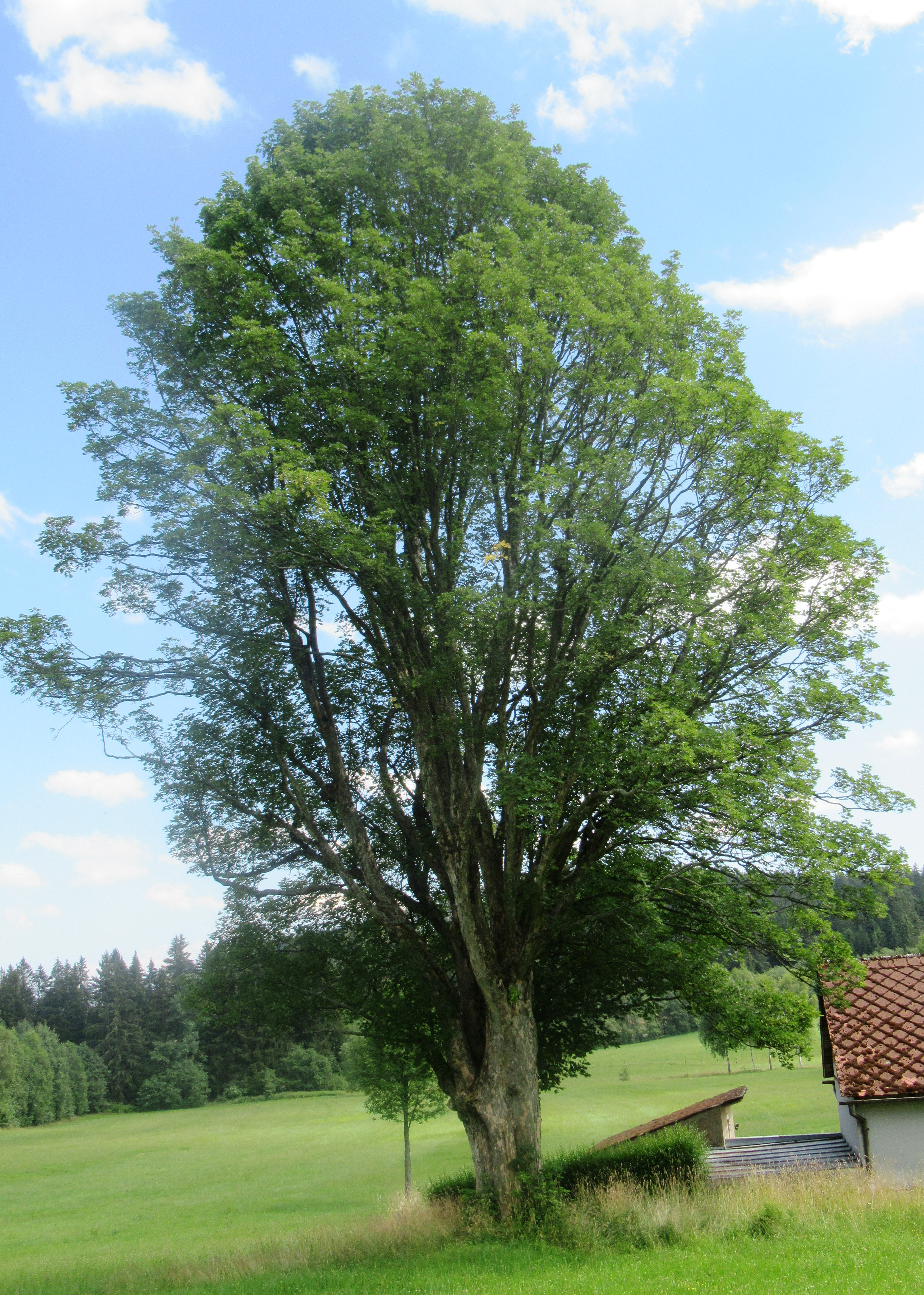
Stachy-Šebestov javor u samoty čp.111, památný strom